# Lijst van voetbalinterlands Guam - Vietnam
Deze lijst van voetbalinterlands is een overzicht van alle officiële voetbalinterlands tussen de nationale teams van Guam en Vietnam. De landen hebben tot nu toe twee keer tegen elkaar gespeeld. De eerste ontmoeting, een kwalificatiewedstrijd voor de Azië Cup 1996, werd gespeeld in Ho Chi Minhstad op 7 augustus 1996. Het laatste duel, een kwalificatiewedstrijd voor de Azië Cup 2000, vond plaats op 23 januari 2000 in Ho Chi Minhstad.

## Wedstrijden
| № | Plaats          | Datum           | Competitie                 | Wedstrijd      | Uitslag |
| - | --------------- | --------------- | -------------------------- | -------------- | ------- |
| 1 | Ho Chi Minhstad | 7 augustus 1996 | Azië Cup 1996 kwalificatie | Vietnam − Guam | 9 − 0   |
| 2 | Ho Chi Minhstad | 23 januari 2000 | Azië Cup 2000 kwalificatie | Vietnam − Guam | 11 − 0  |

## Samenvatting
| Competitie            | Totaal gespeeld | Winst Guam | Gelijk | Winst Vietnam | Doelsaldo Guam – Vietnam |
| --------------------- | --------------- | ---------- | ------ | ------------- | ------------------------ |
| Azië Cup-kwalificatie | 2               | 0          | 0      | 2             | 0 − 20                   |
| Totaal                | 2               | 0          | 0      | 2             | 0 − 20                   |

GFA ·
Bondscoaches ·
Topscorers · 
Guamees vrouwenvoetbalelftal ·
Guam U21
Amerikaans-Samoa ·
Aruba ·
Australië ·
Bangladesh ·
Bhutan ·
Cambodja ·
China ·
Filipijnen ·
Hongkong ·
India ·
Iran ·
Laos ·
Macau ·
Malediven ·
Mongolië ·
Myanmar ·
Nieuw-Caledonië ·
Noord-Korea ·
Oman ·
Pakistan ·
Palestina ·
Salomonseilanden ·
Singapore ·
Sri Lanka ·
Syrië ·
Tadzjikistan ·
Taiwan ·
Turkmenistan ·
Vanuatu ·
Vietnam ·
Zuid-Korea
VFF · 
A-internationals · 
Vietnamees vrouwenelftal
1991 – 1999 ·
2000 – 2009 ·
2010 – 2019 ·
2020 − 2029
Afghanistan ·
Albanië ·
Australië ·
Bahrein · 
Bangladesh · 
Bosnië en Herzegovina · 
Cambodja · 
China · 
Curaçao ·
Estland · 
Filipijnen · 
Guam · 
Guinee ·
Hongkong · 
India · 
Indonesië · 
Irak ·
Iran · 
Jamaica · 
Japan ·
Jemen · 
Jordanië ·
Kazachstan · 
Kirgizië ·
Koeweit · 
Laos · 
Libanon · 
Macau · 
Malediven · 
Maleisië · 
Mongolië · 
Mozambique ·
Myanmar · 
Nepal · 
Noord-Korea ·
Oezbekistan · 
Oman · 
Palestina ·
Qatar ·
Rusland ·
Saoedi-Arabië · 
Singapore · 
Sri Lanka · 
Syrië · 
Tadzjikistan · 
Taiwan · 
Thailand · 
Turkmenistan · 
Verenigde Arabische Emiraten · 
Zimbabwe · 
Zuid-Korea